# 红山区
红山区是内蒙古自治区赤峰市下辖的一个市辖区。面积506平方公里，區人民政府駐橋北大街1號。红山区因红山文化而得名，所屬城市也因此而命名為「赤峰」。

## 歷史
紅山區由原縣級赤峰市演變而來，而縣級赤峰市轄境原屬翁牛特右翼旗和赤峰縣（今松山區前身）。
1945年抗战胜利，热河省分设赤峰市、赤峰县。後划归内蒙古自治区，并入昭乌达盟。以后市、县时分时合，1962年复分设赤峰市、赤峰县。1969年至1979年曾隨昭烏達盟划归辽宁省管辖。1983年10月10日，经国务院批准，撤销昭乌达盟公署，设立地级赤峰市，原县级赤峰市改为红山区。

## 行政区划
红山区下辖11个街道办事处、2个镇：
西屯街道、三中街街道、永巨街道、东城街道、南新街街道、站前街道、铁南街道、长青街道、哈达街道、西城街道、桥北街道、红庙子镇、文钟镇、红山工业园区和红山物流园区。

## 人口
根据(内蒙古自治区)赤峰市第七次全国人口普查公报显示：红山区常住人口为469079人，男性人口占比50.08%，女性人口占比49.92%，年龄结构中0-14岁占比15.73%，15-59岁占比67.01%，60岁以上占比17.27%，65岁以上占比11.2%。

## 名胜
- 红山公园，2018年-2019年关园重建。在红山上可俯瞰赤峰市全域。北麓的红山遗址群为第六批全国重点文物保护单位。